# Асіф, Васіф, Агасіф
«Асіф, Васиф, Агасіф» (азерб. «Asif, Vasif, Ağasif») — радянський дитячий фільм 1983 року режисера Расіма Ісмайлова, знятий на кіностудії «Азербайджанфільм».

## Сюжет
У родині троє маленьких дітей: Асіф, Васіф і Агасіф. Мама проти того, щоб вони ходили в дитячий сад. Адже вони завантажені: у них і плавання, і англійська мова, і акробатика, і музика. Одного разу під час прогулянки тата з дітьми один з братів — Васіф — приєднався до граючих дітей в дитячому саду. Після довгих пошуків батьки знаходять сина, якому було так весело зі своїми новими друзями. В результаті мама і тато вирішують віддати всіх синів в дитячий сад.

## У ролях
- Еміль Панахов — Асіф
- Рамін Асланов — Васіф
- Окюма Джалілова — Агасіф
- Лейла Бадирбейлі — бабуся
- Халіда Касумова — вихователька
- Назрін Бабаєва — Лала Прекрасна
- Юлія Конопліна — Нана-банана
- Мамед Мамедов — епізод
- Мірзбала Меліков — епізод
- Гюмрах Рагімов — епізод
- Земфіра Садихова — директор дитячого саду
- Шукюфа Юсупова — мама

## Знімальна група
- Режисер — Расім Ісмайлов
- Оператор — Олександр Мелкумов
- Композитор — Рухангіз Касумова